# Cap Norfeu
El Cap Norfeu és un cap situat al SE de la península del cap de Creus, al litoral de l'Alt Empordà i al N de la Costa Brava, que s'endinsa 2 km en la mar Mediterrània formant una estreta península allargada i corbada entre la badia de Jóncols (al N) i la badia de Montjoi (al S), al fons de les quals hi ha les cales dels mateixos noms. Aquest cap tanca pel N el golf de Roses.
L'àrea del cap pertany al terme municipal de Roses i forma part del Parc Natural del Cap de Creus. És una zona sota protecció integral, terrestre i marina, per la gran riquesa natural del paratge i del medi submarí.

## Accés

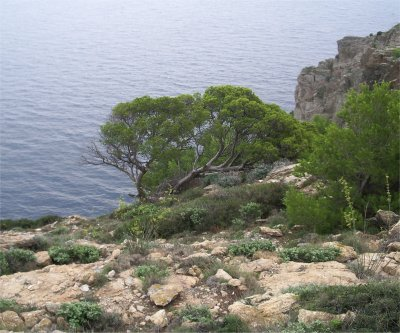
Roquissar i vegetació del cap Norfeu

L'accés en vehicle de motor és possible, però complicat, i únicament permès seguint el camí de terra de Roses a Cadaqués (GR-92). La gran bellesa dels paratges vora mar que travessa aquest camí, dit de ronda, i el respecte pel medi natural fan molt recomanable el seu recorregut a peu.

## Natura
És una península rocosa, retallada per l'erosió de la tramuntana i del mar, amb costes altes en forma de penya-segats i multitud de coves naturals, i rica en aqüífers. Al SE té uns illots rocosos, anomenats illes Mòniques, alguns dels quals amb formes capricioses que la imaginació ha batejat com el Cavall Bernat i el Gat.
Aquesta zona està formada per esquistos metamòrfics, com al Pirineu axial, que aquí són recoberts per una banda N-S de roques calcàries neocretàcies metamorfosades en marbres molt durs i llicorella, que donaren origen a la petita península.
És un indret de gran diversitat botànica. Sobre la península rocosa, la vegetació arbòria més comuna és el pi i l'alzina; i l'arbustiva, l'estepa, el llentiscle i el garric.
A l'àrea de Norfeu nidifiquen i hivernen nombroses espècies d'ocells, tant d'hàbitats aquàtics com terrestres.

## La torre de Norfeu
Al punt més elevat de la península (169 m), des del qual es domina una gran extensió de mar, es conserven les restes d'una torre de guaita que, convenientment artillada, havia format part del sistema defensiu del golf de Roses bastit a partir de mitjan segle xvi amb la construcció de l'anomenada ciutadella de Roses i que circumstancialment, durant la Guerra dels Segadors i abans del setge de 1645, va rebre també el nom de torre del Rei per part de la guarnició de Roses, fidel a Felip IV. Tenia per funció defensar els aqüífers de les cales veïnes de les aiguades dels corsaris i dificultar-hi el refugi d'una flota que emprengués el blocatge de Roses.
Construïda cap a 1604, es tractava d'una torre de planta circular, de gran diàmetre, amb dos pisos i un parapet dotat d'artilleria. En subsisteix el primer pis fins a una alçada d'uns 6 m, amb el mur exterior atalussat, que originalment era una cisterna i que fou reciclada per a usos agrícoles quan la construcció deixà de tenir funció militar, després que fos feta esclatar pels francesos durant la segona meitat del segle xvii. La imaginació popular ha elaborat un interessant llegendari al voltant d'aquesta torre.